# Wiesław Kielar
 (mai 2014).
Wieslaw Kielar (prononcé en polonais : /ˈvʲjɛs.waf ˈkʲjɛ.lar/), né à Przeworsk en Pologne, le 12 août 1919 et mort le 1er juin 1980, est un déporté politique polonais qui a survécu à cinq ans de captivité à Auschwitz. Il a raconté son histoire dans le livre Anus mundi : cinq ans à Auschwitz, paru en France en 1980.

## Biographie
Wieslaw Kielar est né le 12 août 1919 à Przeworsk en Pologne. L'histoire de Wieslaw Kielar pendant l'occupation allemande de la Pologne est intimement liée à celle d'Auschwitz. Lorsqu'il arrive à Auschwitz le 14 juin 1940, le camp vient d'être créé à l'initiative du général SS von dem Bach-Zelewski, pour la répression des Polonais. Rudolf Höss, le premier commandant du camp (et le plus célèbre) prend la direction du camp le 4 mai. Il fait venir les premiers détenus au camp, des droits communs allemands qui portent les numéros un à trente et qui doivent servir d'auxiliaires des SS. Ils seront rejoints par d'autres par la suite. Le 14 juin, le premier convoi de 728 déportés politiques polonais venant de la prison de Tarnów arrive. Wieslar Kielar est l'un d'eux. Il reçoit le n° 290. Il reste à Auschwitz pendant toute la guerre. Il assiste donc au développement du camp. La première évasion du camp, le 6 juillet entraine sa sécurisation dans une zone de six kilomètres autour du camp. Il est le témoin et la victime des punitions arbitraires qui sont le quotidien d'Auschwitz dès sa création.
À partir d'octobre 1941, les premiers prisonniers de guerre soviétiques arrivent. Ils sont aussi maltraités que les autres prisonniers. Mais la faim et les mauvais traitements ne sont pas les seuls moyens de faire périr les déportés. Wieslaw Kielar est aussi le témoin des exécutions collectives par balle dans les gravières qui jouxtent le camp.
La longue survie de Wieslaw Kielar dans le camp de concentration reste un mystère auquel il n'a jamais donné d'explication. Après la guerre, il devient réalisateur. Il est mort le 1er juin 1980.

## Un témoignage exceptionnel
Son témoignage, Anus mundi, est publié en Pologne en 1972 et en France par Robert Laffont en 1980. Le titre Anus mundi (L'anus du monde) vient d'une expression inventée par le médecin SS Heinz Thilo pour qualifier le camp d'extermination d'Auschwitz. Ce terme a été consigné par un autre officier SS, le docteur Kremer, médecin et titulaire d'un doctorat de philosophie, qui dans son journal intime note: "en comparaison, l’Enfer de Dante apparaît presque comme une comédie". Antoni Kepinski, dans son avant-propos du livre de Wieslaw Kielar, explique qu'« anus mundi » traduit bien « la répulsion et l’épouvante que ce camp de concentration suscitait chez tous les observateurs. Pour les SS, l’existence du camp se justifie par la nécessité d’un nettoyage de l’univers... cette désignation acquiert une signification plus profonde : purifier la race aryenne de tout ce qui ne correspondait pas à l’idéal du surhomme germanique » Le terme francisé L'anus du monde a été repris par l'écrivain français Daniel Zimmermann, dans un roman consacré à la Shoah paru en 1997.
Dans son témoignage, Wieslaw Kielar donne de très nombreuses informations sur l'histoire du camp, au-travers de l'histoire individuelle de son auteur, un témoin non Juif. Il analyse le système de terreur mis en place par les nazis. Il montre que parmi les déportés certains occupent des positions privilégiées et sont récompensés en fonction de leur efficacité dans la mise à mort par la faim, les coups, le travail forcé des victimes qu'ils ont sous leur commandement. Sous sa plume, les nombreuses sélections des déportés pour la chambre à gaz deviennent presque une « routine ». Il décrit des situations tellement hors-norme qu'il ne semble pas y croire lui-même.

## Œuvre
- Anus mundi : cinq ans à Auschwitz, éd. Robert Laffont, 1980 ; rééd. Belles Lettres, 2020.